# Glossadelphus ogatae
Glossadelphus ogatae är en bladmossart som beskrevs av Brotherus och A. Yasuda 1926. Glossadelphus ogatae ingår i släktet Glossadelphus och familjen Hypnaceae. Inga underarter finns listade i Catalogue of Life.